# Paraliparis mandibularis
Paraliparis mandibularis és una espècie de peix pertanyent a la família dels lipàrids.

## Descripció
- Fa 10,7 cm de llargària màxima.[5]

## Hàbitat
És un peix marí i batidemersal que viu fins als 605 m de fondària.

## Distribució geogràfica
Es troba al Pacífic nord-occidental: la badia de Tosa (el Japó).

## Observacions
És inofensiu per als humans.